# Bütthard
Bütthard – gmina targowa w Niemczech, w kraju związkowym Bawaria, w rejencji Dolna Frankonia, w regionie Würzburg, w powiecie Würzburg, wchodzi w skład wspólnoty administracyjnej Giebelstadt. Leży około 21 km na południe od Würzburga.

## Dzielnice
W skład gminy wchodzą następujące dzielnice: Bütthard, Gaurettersheim, Gützingen, Höttingen, Oesfeld, Tiefenthal.

## Demografia
| Rok  | Liczba mieszk. |
| ---- | -------------- |
| 1970 | 1 415          |
| 1987 | 1 318          |
| 2000 | 1 333          |

## Oświata
(na 1999)

W gminie znajduje się 50 miejsc przedszkolnych (z 40 dziećmi) oraz szkoła podstawowa (4 nauczycieli, 87 uczniów).